# Hungría en los Juegos Olímpicos de Sochi 2014
Hungría estuvo representada en los Juegos Olímpicos de Sochi 2014 por un total de 16 deportistas que compitieron en 5 deportes. Responsable del equipo olímpico fue el Comité Olímpico Húngaro, así como las federaciones deportivas nacionales de cada deporte con participación.
La portadora de la bandera en la ceremonia de apertura fue la patinadora de velocidad en pista corta Bernadett Heidum. El equipo olímpico húngaro no obtuvo ninguna medalla en estos Juegos.